# Contea di Summers
La contea di Summers ( in inglese Summers County ) è una contea dello Stato della Virginia Occidentale, negli Stati Uniti. La popolazione al censimento del 2000 era di 12 999 abitanti. Il capoluogo di contea è Hinton.